# Gudrun Scholz (Hockeyspielerin)
Gudrun Scholz, geboren als Gudrun Scheller, (* 14. Januar 1940 in Braunschweig) ist eine ehemalige deutsche Leichtathletin, Hockeyspielerin und Weltmeisterin 1976.

## Leichtathletik
Gudrun Scheller war seit 1952 Mitglied der Eintracht Braunschweig und begann ihre sportliche Karriere in der Leichtathletik-Abteilung. Ihre besondere Disziplin war der Weitsprung. Am 21. Juni 1959 sprang sie in Berlin 6,22 m weit und stellte damit einen Juniorinnen-Europarekord sowie einen deutschen Rekord in der Erwachsenenklasse auf; der deutsche Rekord wurde 1960 von Hildrun Claus verbessert. Ihre beste Platzierung bei Deutschen Leichtathletik-Meisterschaften war der dritte Platz im Weitsprung 1961. Insgesamt trat sie von 1959 bis 1961 in vier Länderkämpfen für Deutschland an.

## Hockey
Gudrun Scholz, wie sie seit ihrer Heirat am 14. Mai 1966 hieß, wechselte von der Leichtathletik zum Hockeysport. Sie erkämpfte ihre größten Erfolge im Feldhockey. 1965 wurde sie mit Eintracht Braunschweig erstmals Deutscher Meister, weitere Titel folgten 1969, 1973, 1974, 1975, 1976 und 1978 im Feldhockey in der Halle gehörte sie 1974 und 1975 zur Meistermannschaft. Scholz hatte bereits 1963 in der deutschen Hockeynationalmannschaft debütiert. Nach elfjähriger Pause kehrte sie 1974 in die Nationalmannschaft zurück. 1975 gewann sie mit der deutschen Mannschaft den Titel bei der ersten Hallenhockey-Europameisterschaft der Damen. Ihren größten Erfolg feierte sie am 30. Mai 1976, als sie im Finale der Feldhockey-Weltmeisterschaft der Damen 1976 in West-Berlin beide Tore zum 2:0-Sieg gegen Argentinien erzielte.
Für diese Leistung erhielt sie 1977 das Silberne Lorbeerblatt.
Außerdem wurde sie 1988 in die Hall of Fame des Niedersächsischen Instituts für Sportgeschichte berufen.
Insgesamt wirkte Gudrun Scholz von 1963 bis 1976 in 30 Länderspielen mit, davon 6 in der Halle. 1977 wurde sie als Erste mit der Paul-Reinberg-Plakette des Deutschen Hockey-Bundes ausgezeichnet.